# Schœneck (Moselle)
Pour les articles homonymes, voir Schœneck.
Schœneck est une commune française de l'aire urbaine de Sarrebruck-Forbach située dans le département de la Moselle en région Grand Est. Elle est localisée dans la région naturelle du Warndt et dans le bassin de vie de la Moselle-est.

## Géographie
Schœneck se situe en Moselle, à proximité de Forbach. L'essentiel du territoire communal jouxte la frontière franco-allemande, avec notamment le village de Gersweiler. Une partie du ban est isolé et se situe le long de la commune de Stiring-Wendel : le quartier Stéphanie.

### Accès

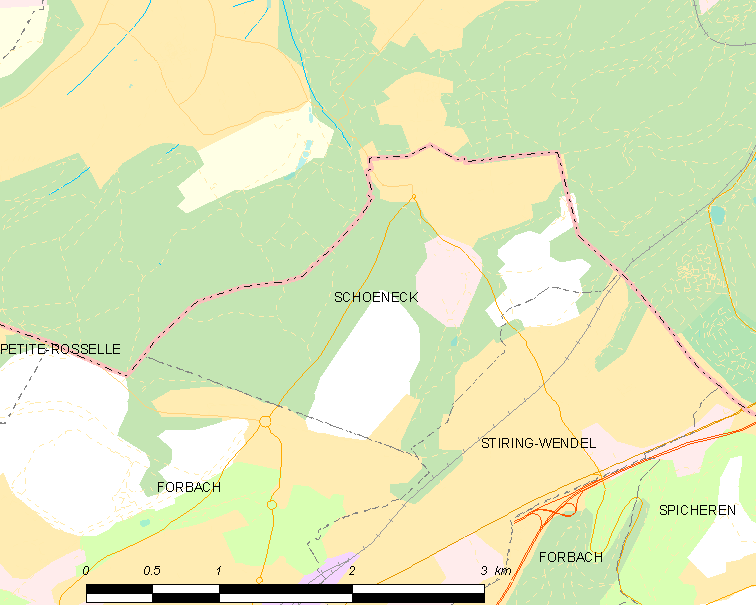
Carte de la commune.

### Communes limitrophes
|         | Sarrebruck (Allemagne) |                |
|         | Schœneck               |                |
| Forbach |                        | Stiring-Wendel |

### Hydrographie
La commune est située dans le bassin versant du Rhin au sein du bassin Rhin-Meuse. Elle n'est drainée par aucun cours d'eau.

### Climat
Pour des articles plus généraux, voir Climat du Grand Est et Climat de la Moselle.
En 2010, le climat de la commune est de type climat des marges montargnardes, selon une étude du Centre national de la recherche scientifique s'appuyant sur une série de données couvrant la période 1971-2000. En 2020, Météo-France publie une typologie des climats de la France métropolitaine dans laquelle la commune est exposée à un climat semi-continental et est dans la région climatique  Lorraine, plateau de Langres, Morvan, caractérisée par un hiver rude (1,5 °C), des vents modérés et des brouillards fréquents en automne et hiver. 
Pour la période 1971-2000, la température annuelle moyenne est de 9,8 °C, avec une amplitude thermique annuelle de 17 °C. Le cumul annuel moyen de précipitations est de 899 mm, avec 12,2 jours de précipitations en janvier et 9,4 jours en juillet. Pour la période 1991-2020, la température moyenne annuelle observée sur la station météorologique de Météo-France la plus proche, « Seingbouse », sur la commune de Seingbouse à 14 km à vol d'oiseau, est de 10,5 °C et le cumul annuel moyen de précipitations est de 731,4 mm. 
La température maximale relevée sur cette station est de 37,9 °C, atteinte le 25 juillet 2019 ; la température minimale est de −17 °C, atteinte le 20 décembre 2009,,. 
Les paramètres climatiques de la commune ont été estimés pour le milieu du siècle (2041-2070) selon différents scénarios d'émission de gaz à effet de serre à partir des nouvelles projections climatiques de référence DRIAS-2020. Ils sont consultables sur un site dédié publié par Météo-France en novembre 2022.

## Urbanisme

### Typologie
Au 1er janvier 2024, Schœneck est catégorisée ceinture urbaine, selon la nouvelle grille communale de densité à sept niveaux définie par l'Insee en 2022.
Elle appartient à l'unité urbaine de Schœneck, une unité urbaine monocommunale constituant une ville isolée,. Par ailleurs la commune fait partie de l'aire d'attraction de Sarrebruck (partie française), dont elle est une commune de la couronne,. Cette aire, qui regroupe 12 communes, est catégorisée dans les aires de 700 000 habitants ou plus (hors Paris),.

### Occupation des sols

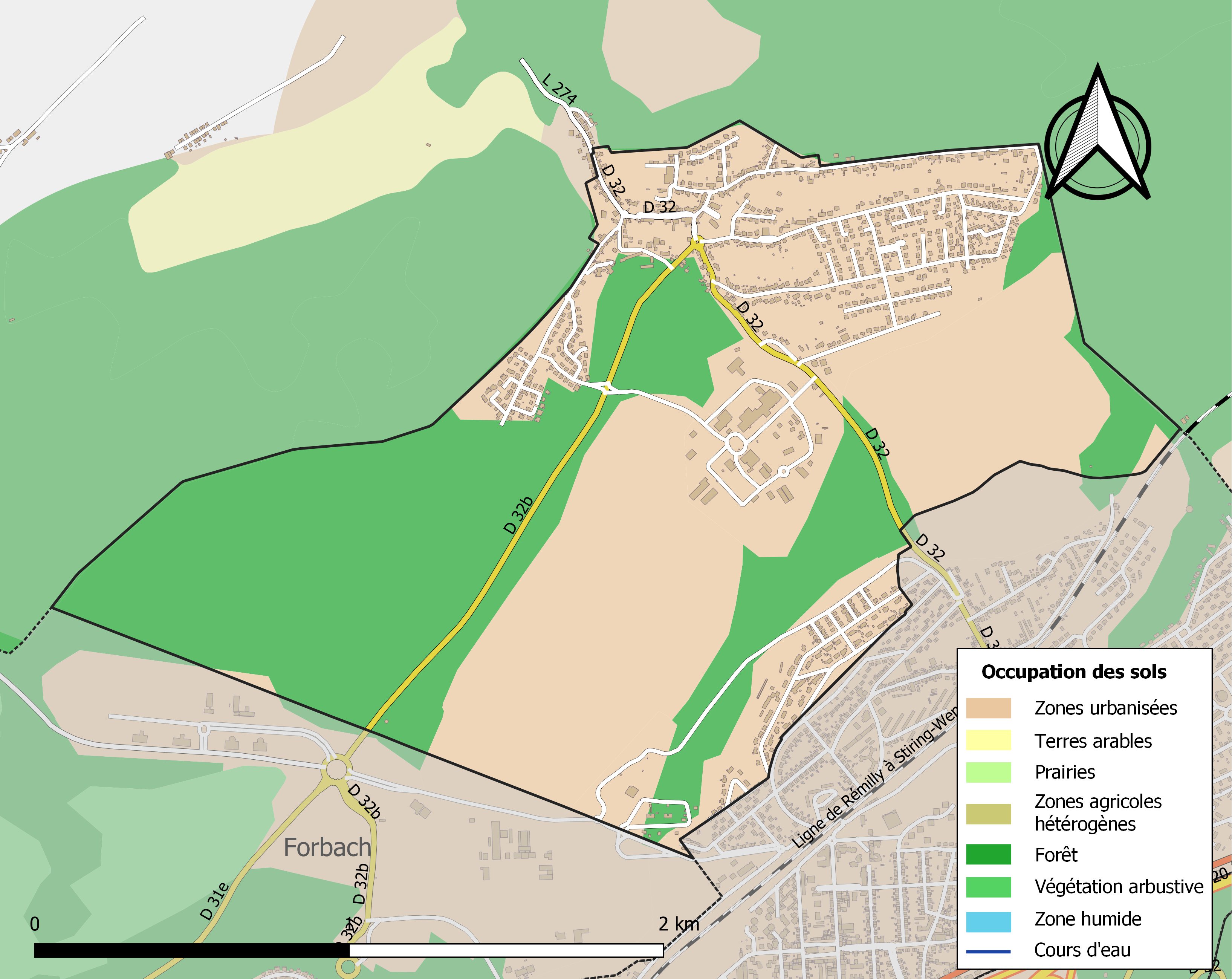
Carte des infrastructures et de l'occupation des sols de la commune en 2018 (CLC).

L'occupation des sols de la commune, telle qu'elle ressort de la base de données européenne d’occupation biophysique des sols Corine Land Cover (CLC), est marquée par l'importance des territoires artificialisés (59,6 % en 2018), en augmentation par rapport à 1990 (47,2 %). La répartition détaillée en 2018 est la suivante : 
forêts (40,4 %), mines, décharges et chantiers (26,7 %), zones urbanisées (25,2 %), zones industrielles ou commerciales et réseaux de communication (7,7 %).
L'IGN met par ailleurs à disposition un outil en ligne permettant de comparer l’évolution dans le temps de l’occupation des sols de la commune (ou de territoires à des échelles différentes). Plusieurs époques sont accessibles sous forme de cartes ou photos aériennes : la carte de Cassini (XVIIIe siècle), la carte d'état-major (1820-1866) et la période actuelle (1950 à aujourd'hui).

## Toponymie
- Du germanique schön "beau" + eck "coin" / "pointe"[15].
- Anciennes dénominations : Schonheck, Chonec, Xoneck, Xoneken (1350-1450 & XIV-XVe siècle) ; Schön Ecken (XVIIIe siècle) ; Schneken (1751) ; Schneck (1756) ; Schnecken (1779) ; Schoeneke (1793)[16] ; Schœnecken et Schoenecken (XIXe siècle)[17].
- En francique lorrain : Schëneck. En allemand : Schöneck.

### Sobriquets
- Anciens sobriquets désignant les habitants[18]: Die Schenecker Piffekepp (les têtes de pipes de Schœneck).

## Histoire
- La première exploitation minière française a eu lieu à Schœneck.
- Dépendait de l'ancienne province de Lorraine.
- En 1618, était une simple ferme de la seigneurie de Forbach.
- En 1777, il y avait une verrerie qui a cessé d'exister en 1882.
- Développement au XIXe siècle avec l'exploitation de la houille en 1847 ; cité industrielle.
- Commune indépendante de 1789 à 1812, annexée à Forbach jusqu'en 1927, redevenue indépendante depuis à la suite d'un référendum.

## Politique et administration
| Période                                  | Période                 | Identité          | Étiquette | Qualité                                  |
| ---------------------------------------- | ----------------------- | ----------------- | --------- | ---------------------------------------- |
| 1er mai 1927                             | 12 mai 1929             | Oscar Bastian     |           | Employé aux PTT                          |
| 12 mai 1929                              | 17 juillet 1930 (décès) | Michel Schuller   |           | Ouvrier des forges                       |
| juillet 1930                             | 1936                    | Oscar Bastian     |           | Employé aux PTT                          |
| 1936                                     | juin 1940               | Émile Schuller    |           |                                          |
| mars 1945                                | 30 septembre 1945       | Jean Massfelder   |           |                                          |
| 30 septembre 1945                        | 3 mai 1953              | Joseph Valéro     |           |                                          |
| 3 mai 1953                               | mars 1977               | Joseph Massfelder |           |                                          |
| mars 1977                                | 23 mars 2014            | Paul Fellinger    | DVD       | Métreur                                  |
| 23 mars 2014                             | 24 mai 2017 (décès)     | Alain Becker      |           | Contrôleur principal des impôts retraité |
| 7 juin 2017                              | En cours                | Gabriel Bastian   |           | Professeur retraité                      |
| Les données manquantes sont à compléter. |                         |                   |           |                                          |

## Démographie
L'évolution du nombre d'habitants est connue à travers les recensements de la population effectués dans la commune depuis 1793. Pour les communes de moins de 10 000 habitants, une enquête de recensement portant sur toute la population est réalisée tous les cinq ans, les populations de référence des années intermédiaires étant quant à elles estimées par interpolation ou extrapolation. Pour la commune, le premier recensement exhaustif entrant dans le cadre du nouveau dispositif a été réalisé en 2008.

En 2022, la commune comptait 2 442 habitants, en évolution de −6,9 % par rapport à 2016 (Moselle : +0,52 %, France hors Mayotte : +2,11 %).
| 1793 | 1800 | 1806 | 1931  | 1936  | 1946  | 1954  | 1962  | 1968  |
| ---- | ---- | ---- | ----- | ----- | ----- | ----- | ----- | ----- |
| 381  | 172  | 179  | 1 536 | 1 458 | 1 385 | 2 545 | 2 374 | 2 128 |

| 1975  | 1982  | 1990  | 1999  | 2006  | 2008  | 2013  | 2018  | 2022  |
| ----- | ----- | ----- | ----- | ----- | ----- | ----- | ----- | ----- |
| 2 422 | 2 541 | 2 375 | 2 761 | 2 745 | 2 740 | 2 757 | 2 518 | 2 442 |

## Vie locale

### Enseignement
- Établissements scolaires "Maternelle et École Élémentaire La Forêt" où un peu plus de 130 élèves sont scolarisés chaque année.
- Lycée général et technologique : le lycée Condorcet. Les filières sont le BTS (systèmes numériques), le bac général (avec des spécialités scientifiques) ainsi que le bac STI2D.

## Culture locale et patrimoine

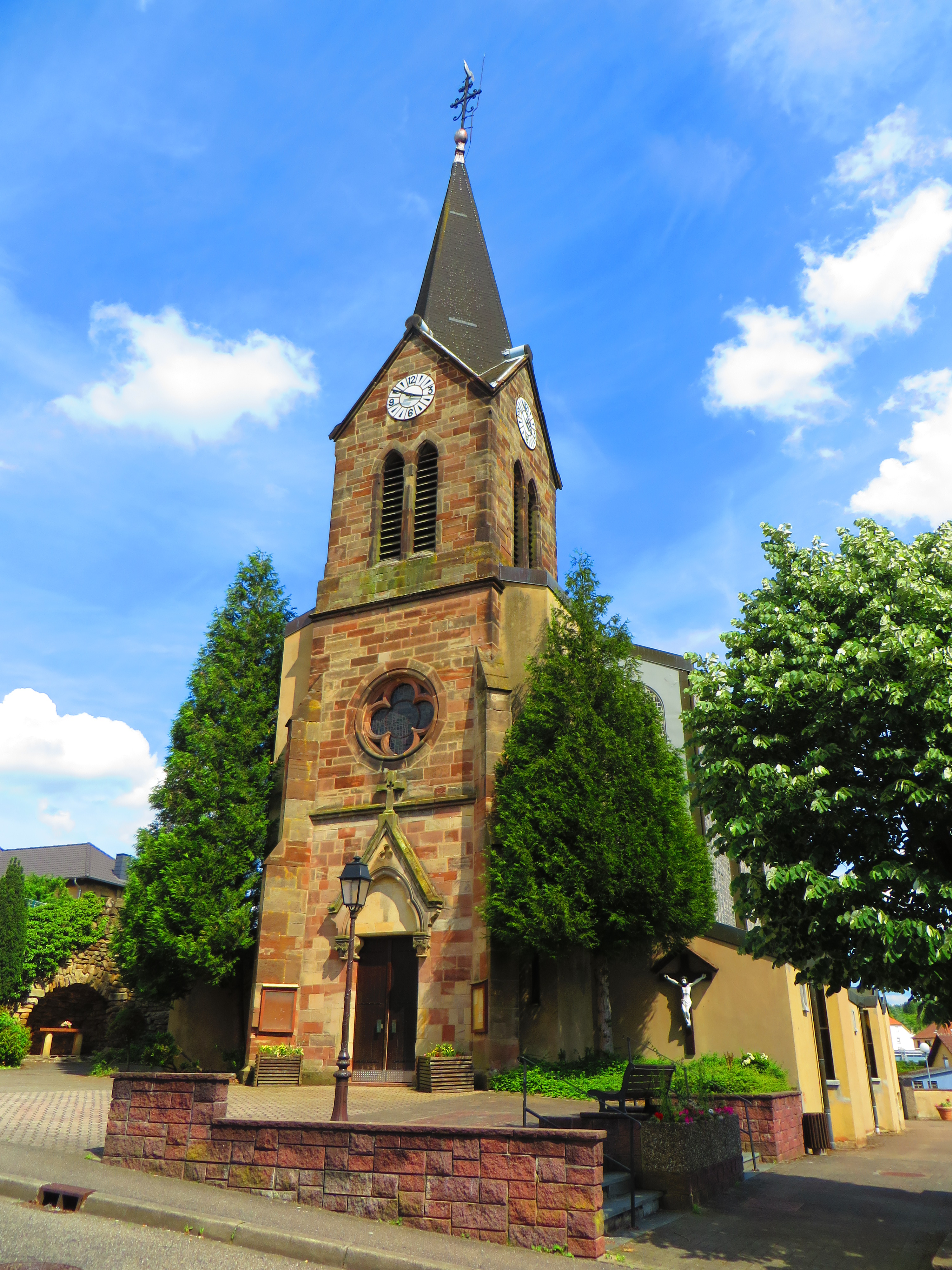
Église Saint-Joseph

### Lieux et monuments
- L'église néo-gothique de 1860 détruite par la guerre
- Nouvelle église Saint-Joseph construite en 1962.

### Personnalités liées à la commune
- Louis-Paul Deschanel, fils du président Paul Deschanel, mort le 17 septembre 1939 à Schœneck aux premiers jours de la Seconde guerre mondiale.

### Héraldique
| Blason de Schœneck | Blason  | Parti de gueules à la coupe d'argent, et d'argent à la lampe de mineur de sable, allumée de gueules au chef d'azur chargé de trois aiglettes d'argent posées 2 - 1. |
| Blason de Schœneck | Détails | Le statut officiel du blason reste à déterminer. |